# Pemphigus burrowi
Pemphigus burrowi är en insektsart som beskrevs av Sanborn 1904. Pemphigus burrowi ingår i släktet Pemphigus och familjen långrörsbladlöss. Inga underarter finns listade i Catalogue of Life.